# Forward (Automarke)

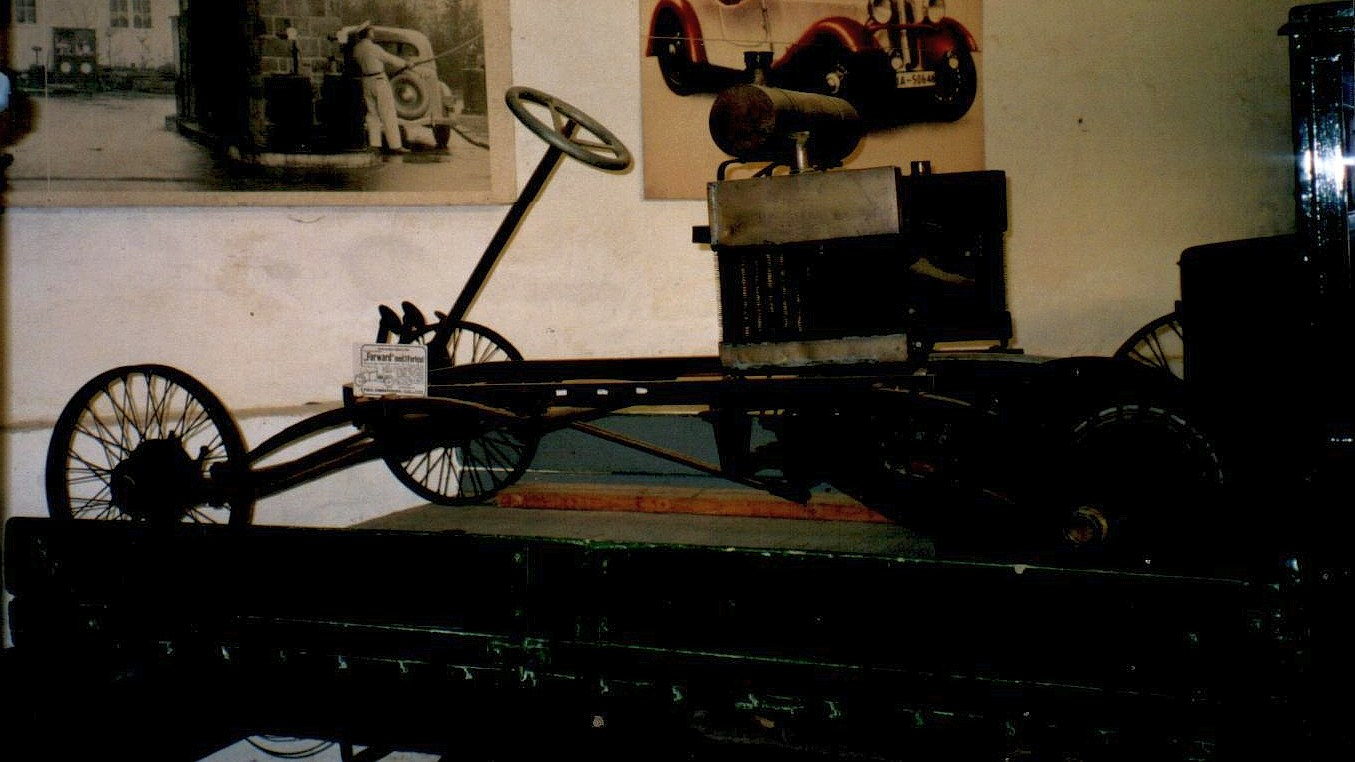
Forward von 1912

Forward war eine dänische Automarke.

## Unternehmensgeschichte
Das Unternehmen aus Kopenhagen vertrieb einerseits Autos von Napier, andererseits Fahrräder von Standard of Birmingham unter dem Markennamen Forward. 1911 begann die Produktion von Automobilen. 1912 endete die Produktion.

## Fahrzeuge
Zunächst entstanden Dreiräder mit hinterem Einzelrad. Zur Wahl standen V2-Motoren mit wahlweise 349 cm³ oder 498 cm³ Hubraum, einer davon leistete 8 PS. Der Motor war im Heck montiert und mit einem Planetenengetriebe verbunden. Die Motorleistung wurde über eine Kette an das Hinterrad übertragen. Insgesamt ähnelte diese Dreiräder der Crouch Carette  von Crouch Cars.
1912 folgte eine Version mit vier Rädern. Von diesem Modell ist ein Exemplar erhalten geblieben.